# 厄特朗日
厄特朗日（法語：Œutrange，法語發音：[œtʁɑ̃ʒ]；洛林法兰克语：Éitréng、Éitréngen）是法国摩泽尔省的一个旧市镇。1970年1月7日，厄特朗日并入蒂永维尔。

## 地理
厄特朗日（49°24'N, 6°6'E）位于法国大東部大區摩泽尔省，该省份为法国东北部内陆省份，是洛林的一部分，西南接默尔特-摩泽尔省，东临下莱茵省，北与卢森堡和德国接壤。
厄特朗日的时区为UTC+01:00、UTC+02:00（夏令时）。

## 行政
厄特朗日的邮政编码为，INSEE市镇编码为57522。

## 人口
厄特朗日于1968年时的人口数量为700人。